# Dániel Varga
Dániel Varga (Budapest, 25 settembre 1983) è un ex pallanuotista e allenatore di pallanuoto ungherese, allenatore del Vasutas. Ha vinto una medaglia d'oro ai giochi olimpici di Pechino 2008.

## Carriera
È fratello maggiore di Dénes Varga, anch'egli pallanuotista di successo e campione olimpico.
Con l'Ujpest ha conquistato una Coppa LEN, con il Vasas quattro campionati ungheresi, cinque coppe nazionali e una Coppa delle Coppe. Al Primorje, invece, vince un campionato croato, due Coppe di Croazia e due Leghe Adriatiche. Torna in Ungheria, allo Szolnok, dove alza al cielo tre campionati, tre Coppe d'Ungheria, una Eurolega  e una Supercoppa LEN. Otterrà grandi risultati anche con il Ferencvaros, squadra con cui conquista due campionati, tre coppe nazionali, due Coppe LEN, una Eurolega e due Supercoppe LEN.

## Palmarès

### Nazionale
- Olimpiadi

Pechino 2008: 
- Mondiali

Montréal 2005: 
Melbourne 2007: 
Barcellona 2013: 
- Europei

Belgrado 2006: 
Málaga 2008: 
Eindhoven 2012: 
Budapest 2014: 
Belgrado 2016: 
- Coppa del Mondo

Almaty 2014: 
- World League

Belgrado 2005: 
Berlino 2007: 
Čeljabinsk 2013: 
Dubai 2014: 